# Ronald Adam
General Sir Ronald Forbes Adam, 2nd Baronet, GCB, DSO, OBE (født 30. oktober 1885, død 26. december 1982) var en britisk officer, som gjorde tjeneste i såvel 1. verdenskrig som 2. Verdenskrig. Han havde stor indflydelse på den britiske krigsførelse i 2. Verdenskrig som følge af hans lange tjenestetid som generaladjudant med ansvar for hærens organisation og administration samtidig med at han var en nær fortrolig af general Alan Brooke, som var hærens generalstabschef fra slutningen af 1941 til krigens slutning. 

## Militær karriere
Efter skolegang på Eton kom Adam på Royal Military Academy, Woolwich hvorfra han blev udnævnt til officer i 1903 og kom til Royal Artillery. Efter en udstationering i Indien med Royal Horse Artillery, gjorde han tjeneste i Frankrig, Belgien og Italien under 1. Verdenskrig, hvor han opnåede permanent rang af major (i november 1916) og blev tildelt DSO, OBE og blev omtalt i depecher tre gange.
Efter krigen beklædte han en række stadig mere overordnede stabsposter i krigsministeriet. Han tilbragte også en tid som instruktør på Staff College, Camberley mellem 1932 og 1935 hvor andre instruktører bl.a. omfattede Anderson, Gort, Montgomery, Neame, Paget og Thorne. I 1937 fik han den prestigefyldte post som kommandant for Staff College, hans første opgave som generalmajor. Da Gort, en handlingens mand, men ikke særlig intellektuel, blev hærens generalstabschef, blev Adam en af hans underordnede for "at være tænkeren mens Gort leverede fremdriften". Han anses for at have været hjernen bag en række nøglereformer i hæren op til 2. Verdenskrig i denne periode.  
Da Gort tog af sted for at lede British Expeditionary Force ville han have Adam med som sin stabschef. Krigsministeren, Leslie Hore-Belisha afviste dette med henvisning til behovet for at fastholde kontinuiteten. I oktober 1939 blev han imidlertid udnævnt til chef for 3. korps som i februar 1940 krydsede Den engelske kanal for at slutte sig til BEF. Da BEF i slutningen af maj fik ordre til at trække sig tilbage via Dunkerque fik Adam til opgave at organisere forsvaret ved Dunkerque. Det hævdes, at det grundlæggende var på grund af Adams lederskab, at BEF kunne trække sig tilbage bag en stærk forsvarsperimenter og forlade Frankrig i forholdsvis god orden.
Efter sin tilbagekomst fra Frankrig blev Adam udnævnt til øverstkommanderende for Northern Command, med ansvar for forsvaret af kystlinjen fra The Wash til den skotske grænse. I juni 1941 blev han udnævnt til generaladjudant, det andet militære medlem af militærrådet og en nøglerolle med ansvar for alt personel, administration og organisatoriske forhold. Rollen var specielt vigtig under krigsårene på grund af hærens behov for at tilpasse sine arbejdsgange til de behov som en værnepligtshær ledet af midlertidige officerer stiller. Winston Churchill anså han for at være for venstreorienteret og nogle af de mere konservative øverste generaler var betænkelige. Churchill forsøgte at få ham udnævnt til guvernør over Gibraltar i starten af 1944, men Alan Brooke, som var blevet chef for imperiegeneralstaben i slutningen af 1941 og anså ham for progressiv, sikrede, at han beholdt posten som generaladjudant i resten af krigen. Adams indflydelse på krigens førelse var ikke kun baseret på hans lange tid som generaladjudant, men skyldtes også at han var en af Brookes kun to fortrolige, og de spiste regelmæssig frokost sammen når de begge var i London.

## Eksterne kilder
- British Army Officers 1939-1945